# KaVontae Turpin
Pour les articles homonymes, voir Turpin.
(en) Statistiques sur pro-football-reference
KaVontae Turpin, né le 2 août 1996 à Monroe en Louisiane, est un sportif professionnel américain de football américain jouant aux postes de returner et de wide receiver pour la franchise des Cowboys de Dallas dans la National Football League (NFL) depuis la saison 2022.
Auparavant, Turpin a joué pour les Generals du New Jersey lors de la saison 2022 de la United States Football League dont il est désigné MVP et pour les Panthers de Wroclaw lors de la saison 2021 de la European League of Football.
Au niveau universitaire, il a joué pendant quatre saisons dans la NCAA Division I FBS pour les Horned Frogs de l'université chrétienne du Texas (TCU).

## Biographie
Turpin joue au football américain universitaire pour les Horned Frogs de TCU dans la NCAA Division I FBS pendant quatre saisons. Il est alors considéré comme l'un des meilleurs returner de la NCAA. Cependant, durant la campagne 2018, Turpin est accusé et plaide coupable d'agression contre sa petite amie de l'époque. Il est suspendu par l'équipe puis libéré quelques jours plus tard lorsqu'une autre charge contre lui devient publique. Il est alors assigné à un programme d'intervention d'abus par la cour.
Lorsqu'il reprend le football américain en 2020, il fait le tour des Spring Leagues dont la Indoor Football League, la Fan Controlled Football et la USFL. Il joue aussi avec les Panthers de Wrocław dans la European League of Football. Après une bonne saison avec les Generals du New Jersey, il est invité au camp des Cowboys de Dallas, marquant ses débuts dans la NFL. L'équipe se sépare alors Nick Ralston pour lui faire de la place dans l'effectif principal. Durant la saison, il se fait remarquer au poste de returner ce qui lui vaut une sélection pour le Pro Bowl,.
Le 10 septembre 2023, Turpin inscrit son premier touchdown dans la NFL contre les Giants de New York après une course de sept yards (victoire de Dallas 40 à 0).
En 12e semaine de la saison 2024, il inscrit un autre touchdown à la suite d'un retour de kickoff de 99 yards qui permet auw Cowboys de battre les Commanders 34 à 26.
Le 11 mars 2025, Turpin signe une extension de contrat de trois ans pour un montant de 13,5 millions de dollars avec les Cowboys.